# Archeresie
Con il termine archeresie (dal greco antico dignità, carica e scelta) si indicavano le operazioni elettorali che portavano alla designazione dei magistrati e degli strateghi di Atene e di altre città greche.

## Descrizione
Le archeresie si svolgevano per sorteggio, per alzata di mano oppure con un sistema misto.
Le descrizioni che di questi metodi ci sono pervenute, sono talora contraddittorie ed incomplete, ma in generale di archeresie erano improntate a criteri altamente democratici.
Il sistema del sorteggio, però, non sempre permetteva la scelta dei più adatti alla carica da ricoprire e pertanto era escluso per la designazione degli strateghi e degli amministratori pubblici.